# Pfarrhaus Kränzlin

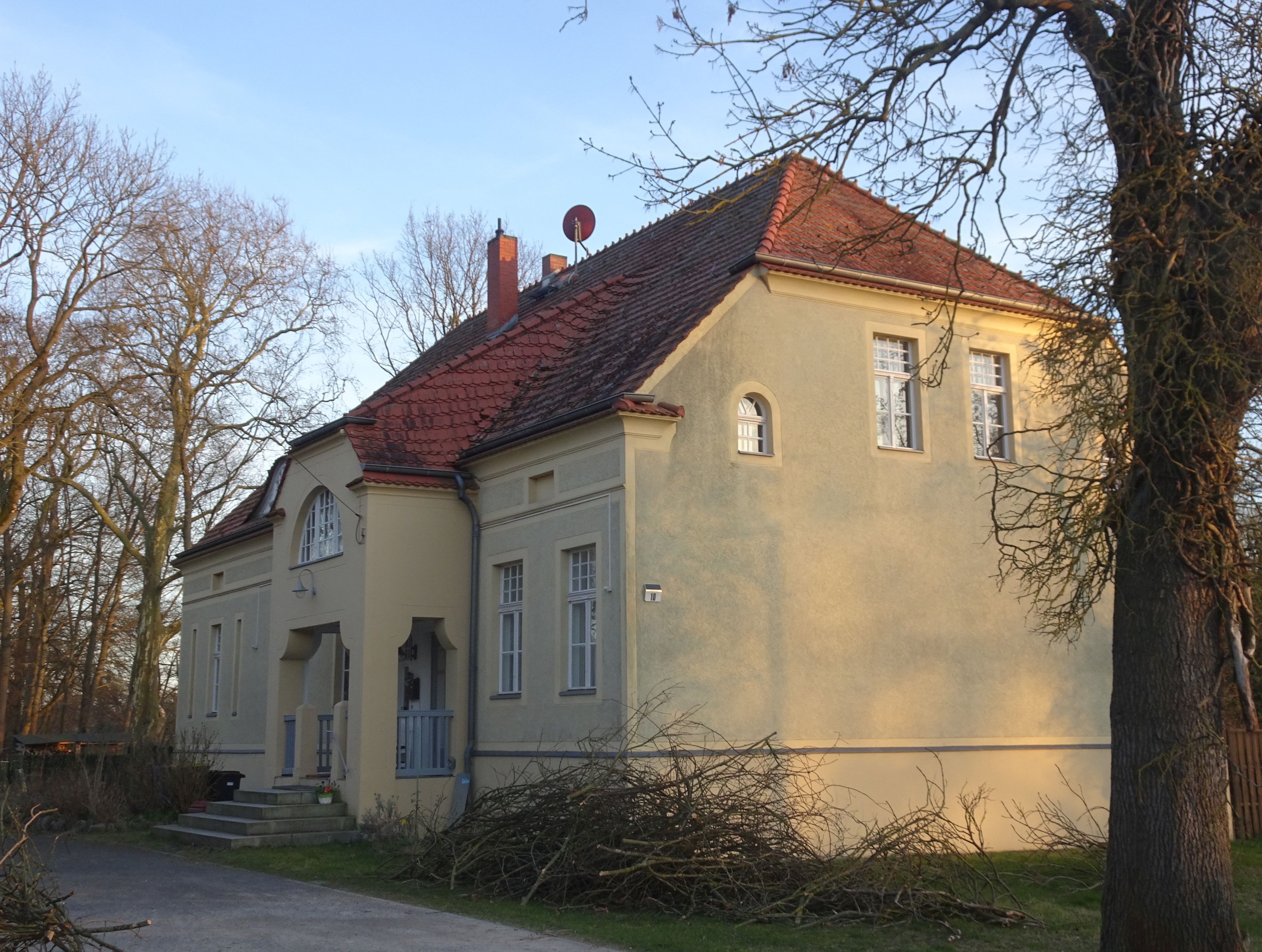
Pfarrhaus (2022)

Das Pfarrhaus in Kränzlin, einem Ortsteil der Gemeinde Märkisch Linden im Landkreis Ostprignitz-Ruppin in Brandenburg, ist ein Gebäude im Jugendstil und datiert auf etwa 1910. Zusammen mit dem östlichen Wirtschaftsgebäude steht es unter Denkmalschutz. Es besteht aus massivem, verputztem Backstein und besitzt ein Krüppelwalmdach. Das eingeschossige Wirtschaftsgebäude mit Satteldach wurde ebenfalls massiv aus Ziegeln gebaut, ist jedoch unverputzt.

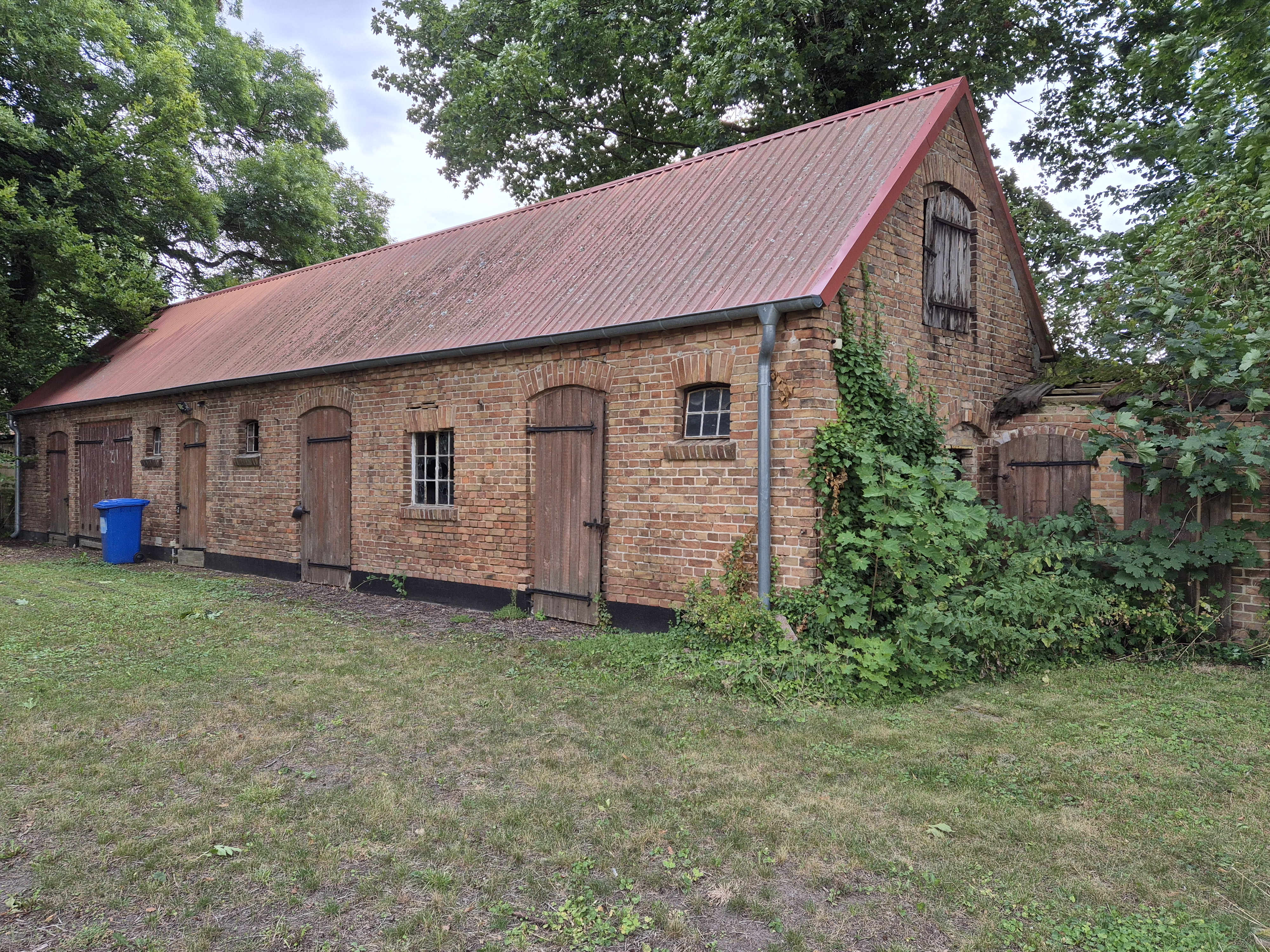
Wirtschaftsgebäude (2024)

Im Vorgängerbauwerk aus dem frühen 19. Jahrhundert lebte die älteste Schwester Karl Friedrich Schinkels, weshalb dieser hier mehrfach zu Besuch war. Sophie Eleonore Elisabeth war mit dem Pfarrer Gotthilf Friedrich Tobias Wagner verheiratet, der hier von 1793 bis 1806 seinen Dienst tat.
Die regelmäßigen Gottesdienste der evangelischen Gemeinde von Kränzlin finden im Erdgeschoss des Pfarrhauses statt. Die Gemeinde gehört zur Gesamtkirchengemeinde Temnitz im Kirchenkreis Wittstock-Ruppin der Evangelischen Kirche Berlin-Brandenburg-schlesische Oberlausitz (EKBO).